# Castelo de Schleissheim

O Castelo de Schleißheim (em alemão Schloss Schleißheim) é um palácio da Alemanha situado na cidade de Oberschleißheim, próximo de Munique. Foi erguido pelos soberanos da Baviera como residência de Verão, formando um dos mais importantes conjuntos Barrocos da Alemanha.

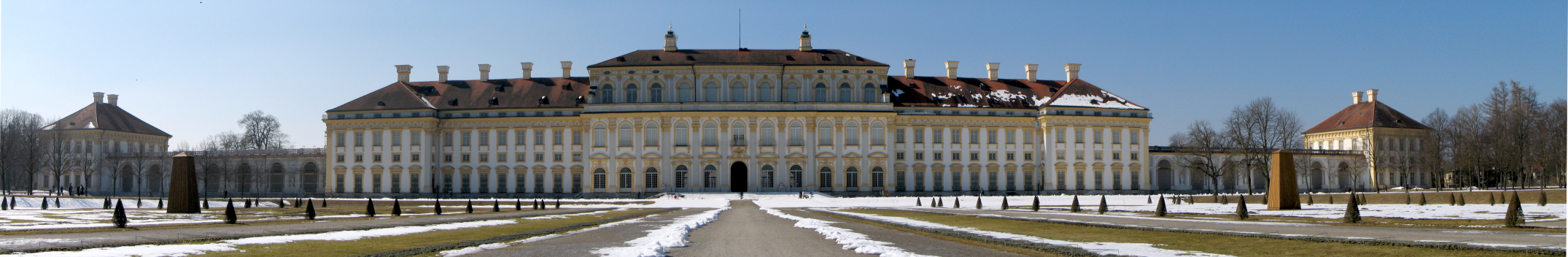
O Palácio Novo de Schleißheim - vista panorâmica da fachada Este.

O complexo do palácio agrupa três núcleos dentro de um mesmo grande parque: 

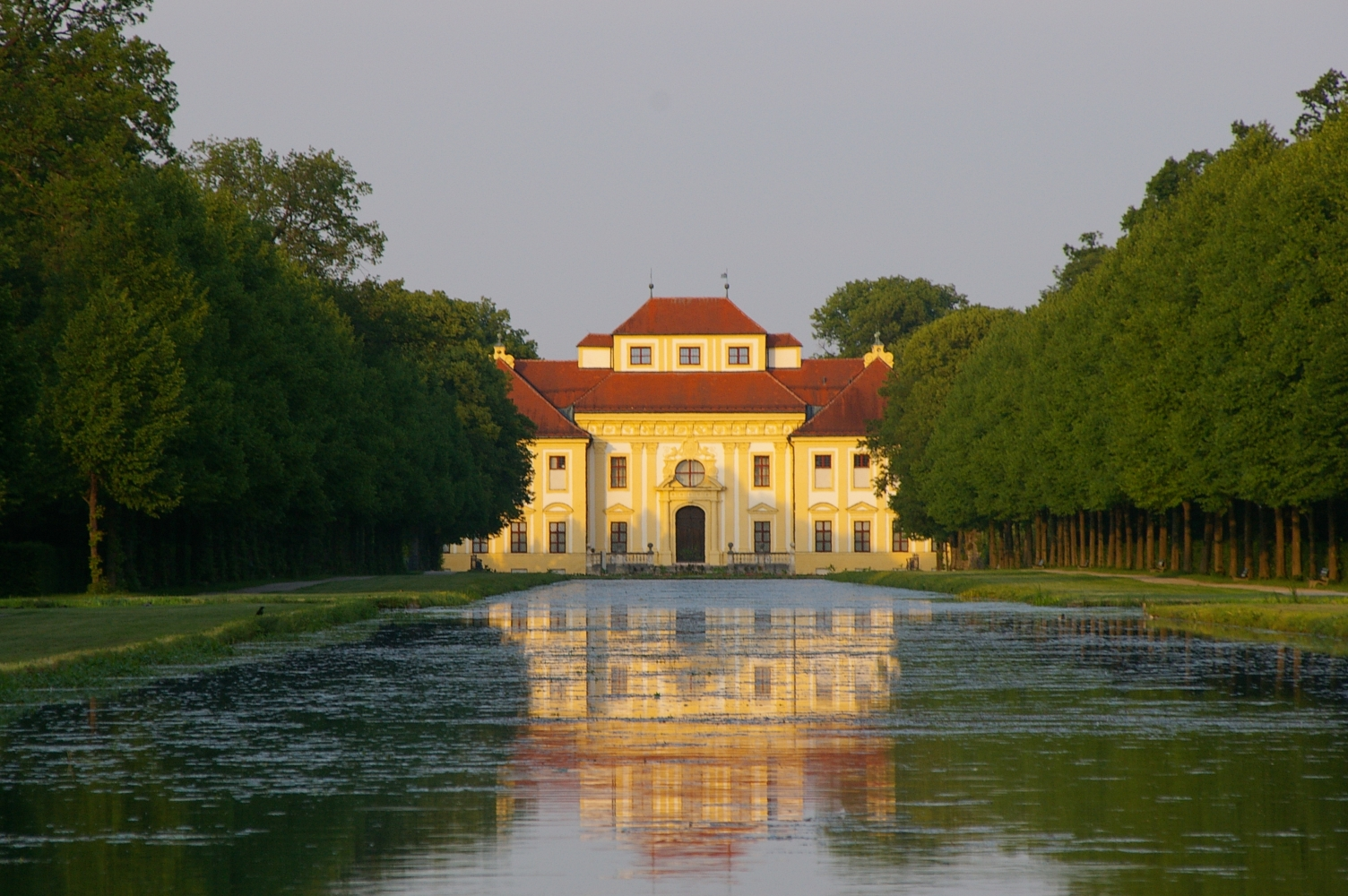
O Palácio Lustheim visto a partir do Palácio Novo.

- o Velho Palácio (das Alte Schloss Schleißheim);
- o Novo Palácio (das Neue Schloss Schleißheim);
- o Palácio de Recreio (Schloss Lustheim).

## História
O Duque Guilherme V da Baviera, cognominado "o Piedoso", adquiriu uma propriedade em Schleißheim em 1597, a qual possuía uma capela contígua que lhe deveria servir de local de meditação até aos últimos anos da sua vida. Fez construir no local vários edifícios de serviço do lado do pátio da quinta e, entre 1598 e 1600, algumas capelas nos bosques circundantes. 
Em 1616, o seu filho, o Duque (e futuro Príncipe -Eleitor) Maximiliano I da Baviera adquiriu a propriedade Schleißheim e fez construir o Velho Palácio ao estilo italiano. Foi aqui que morreu, em 1679, o Príncipe-Eleitor Ferdinando Maria da Baviera.

## O Palácio Velho

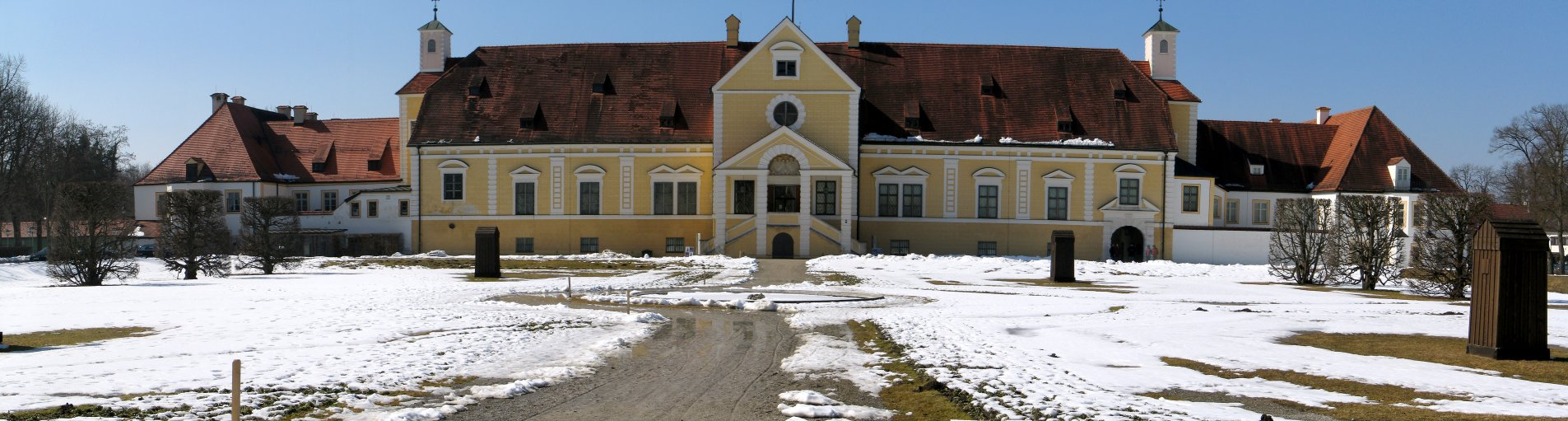
O Palácio Velho de Schleißheim – Vista panorâmica da fachada Este.

O Palácio Velho de Schleißheim foi construído por Henri Schön, o Velho entre 1616 e 1623 para o Duque Maximiliano I o estilo maneirista. Os afrescos das paredes e dos tetos são da autoria de Peter Candid.
O palácio foi restaurado em 1972 em consequência das destruições causadas pela Segunda Guerra Mundial. Merece citação especial o Grande Salão situado no centro do palácio que constitui, atualmente, o salão de recepção, onde se organizam exposições.

## O Palácio Novo

### Arquitectura
O Palácio Novo de Schleißheim foi construído entre 1701 e 1726 por ordem do Príncipe-Eleitor Maximiliano II Emanuel da Baviera, no seu regresso do exílio na França, segundo os planos de Enrico Zuccalli que trabalhou com o pintor Francesco Rosa. O plano do palácio ainda é bastante italiznizado mas a decoração interior é resolutamente inspirada no modelo francês. 

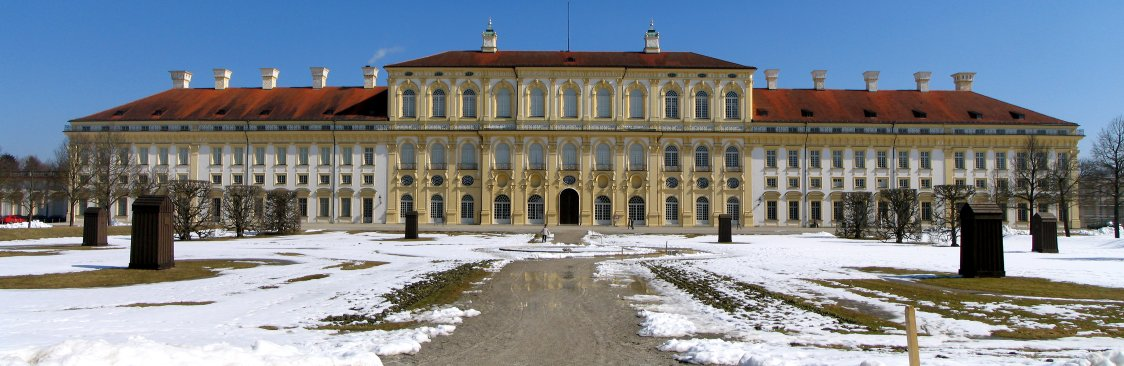
O Palácio Novo de Schleißheim.

Originalmente, estava previsto incluir o Velho Palácio, modificado, numa residência de estilo Barroco comportando quatro alas. Apesar de ter sofrido várias modificações, este plano não foi realizado devido aos custos. Além disso, a Guerra da Sucessão Espanhola, que durou 12 anos, travou o avanço do projecto e, por outro lado, uma parte da fachada do lado do jardim desmoronou no decorrer dos mesmos. O grande terraço avançado sobre a Grande Galeria do lado do jardim surge como resultado da reorganização dos planos com vista a assegurar a solidez estática. Este estende-se pela totalidade do primeiro andar do corpo central, cujo andar superior está ligeiramente inclinado devido à fragilidade das fundações. O telhado do corpo central é ligeiramente aplainado, o que lhe dá um aspecto atarracado em relação às alas laterais. A fachada e a decoração interior foram realizadas, somente, a partir de 1719, segundo os planos de Joseph Effner.
Previsto originalmente como residência de Verão (algumas salas dispôem somente de uma chaminé), o novo palácio residencial raramente foi habitado devido à frustração das ambições políticas do Príncipe-Eleitor Maximiliano-Emanuel, tendo sido colocado à disposição do público como "palácio-galeria" a partir do início do século XIX. O arquiteto Leo von Klenze trouxe algumas alterações à fachada em 1819, destinadas a dar um aspecto exterior mais classissista a este edifício da época barroca. Suprimiu, entre outros, os pinhões situados por cima do edifício e as lucarnas das águas furtadas. Estes ordenamentos classissistas não foram retomados aquando das obras de restauro dos danos causados pela Segunda Guerra Mundial, as quais respeitaram, pelo contrário, os planos originais de Effner.

### O interior
O plano do palácio é bastante italianizado mas a decoração interior permanece resolutamente inspirada no modelo francês. Este conjunto monumental compreende uma escadaria muito airosa que desemboca no Salão Branco, constituindo assim uma obra mestra espacial da arte barroca, juntamente com os ricamente decorados salões de recepção e as quatro suites principais dos dois casais, o do Príncipe-Eleitor (Kurfürst) e o do Príncipe-Eleitor herdeiro (Kurprinz). A decoração interior deve-se a artistas de renome como Charles Dubut, Jacopo Amigoni, Johann Baptist Zimmermann, Cosmas Damian Asam e Franz Joachim Beich. 
O plano da Grande Galeria foi desenhado por Robert de Cotte. Aquando
dos recentes trabalhos de restauração, houve um esforço para reconstituir o seu estado original, se bem que as obras de arte mais significativas decorem, actualmente, o museu Alte Pinakothek de Munique. As seis consolas douradas, cobertas por uma placa de mármore vindo de minas próximas do lago Tegernsee, são as obras de arte mestras da Corte de Maximiliano Emanuel. Foram realizadas para a Grande Galeria pelo escultor habitual da Corte, Johann Adam Pichler, sobre desenhos do arquitecto do Palácio de Schleissheim, Joseph Effner. Foram complementadas com um par suplementar em 1761. Os cinco lustres de vidro monumentais, com cerca de 1,70 m. de altura, datam da época do neto de Maximiliano Emanuel, o Príncipe-Eleitor Maximiliano III José, que os mandou vir de Viena. 
Podem considerar-se o Salão Vitória, o Gabinete Encarnado (ou ’’Jagdzimmer’’, salão de caça) e a capela privada da esposa do Príncipe-Eleitor como as peças mais importantes do ponto de vista da História da Arte. Os móveis originais das suites, embora ainda existam actualmente, encontram-se armazenados (por razões de melhor conservação) ou expostas na Residência de Munique. Ainda existem, as draparias flamencas e as tapeçarias que Maximiliano Emanuel adquiriu quando era governador dos Países Baixos espanhóis. Maximiliano III José transformou alguns salões ao gosto Rococó; os portais de madeira, ricamente decorados, foram executados por Ignaz Günther. Leo von Klenze terminou a escadaria durante o reinado de Luís I.
O Palácio Novo de Schleissheim está aberto ao público. Alguns salões servem de exposição permanente à galeria das colecções de pintura barroca do Estado da Baviera. Entre os mestres expostos no palácio encontram-se Peter Paul Rubens, van Dyck, Guido Reni, Veronese e o Tintoretto.

## O Palácio "Lustheim"

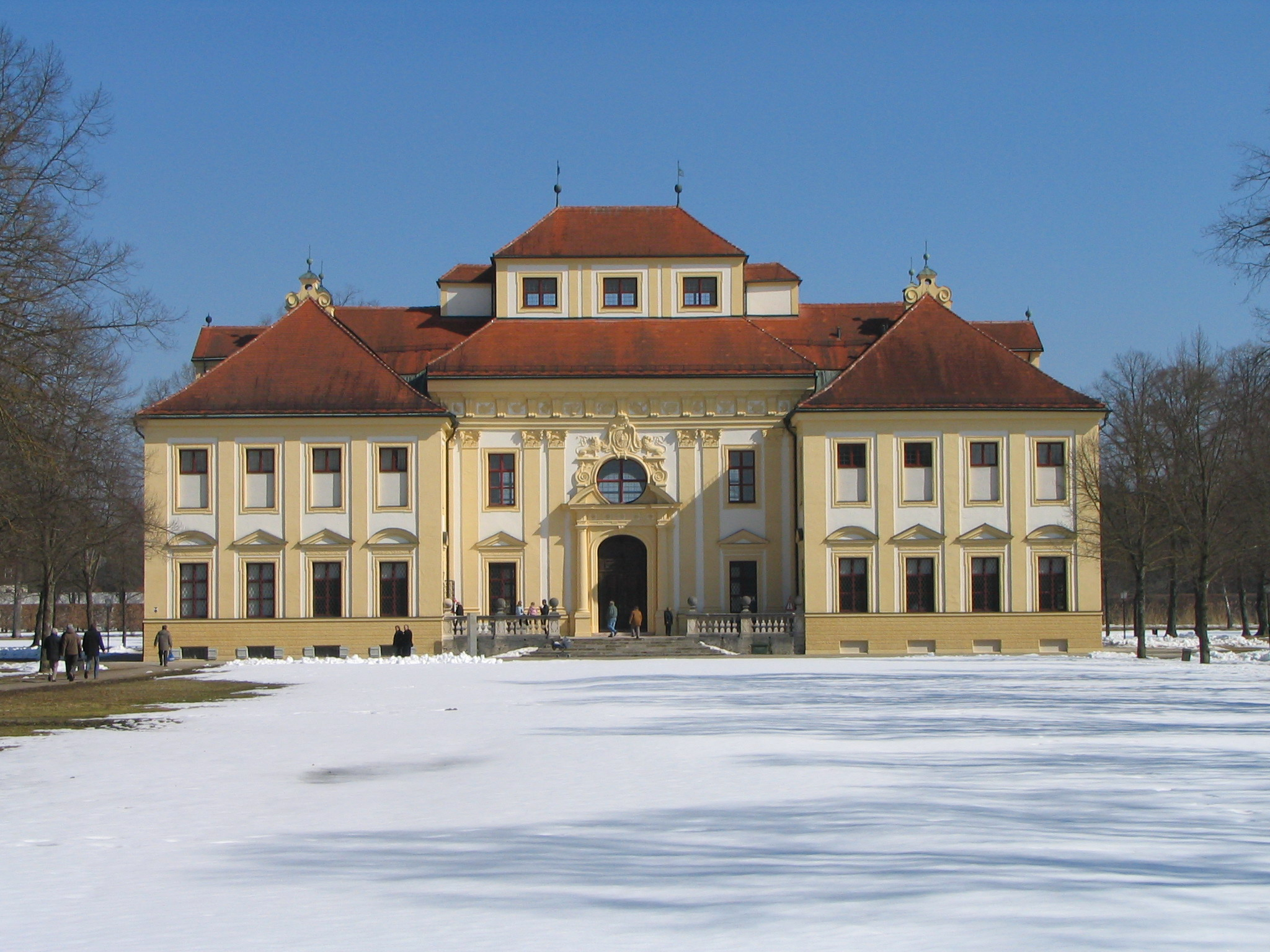
O Palácio Lustheim – fachada Oeste.

O Palácio Lustheim foi construído como um villa de jardim em estilo italiano, entre  1684 e 1688, por Enrico Zuccalli para Maximiliano II Emanuel e a sua primeira esposa, a princesa austríaca Maria Antónia. Este encontra-se no parque de Schleissheim e serviu de casa de recreio e pavilhão de caça de Maximiliano II Emanuel. Situado sobre uma ilhota artificial, determina, visto a partir do Palácio Novo, a fronteira do parque. Originalmente, estava prevista a realização de duas galerias semi-circulares, em ambos os lados, mas os primeiros trabalhos foram abandonados e o local permaneceu com a aparência que tinha no século XVIII. 
O interior é dominado pela grande galeria de banquetes, situada no meio do edifício. Os afrescos foram criados por Johann Anton Gumpp, Francesco Rosa e Johann Andreas Trubillio.
Desde 1968, o  Palácio Lustheim acolhe uma grande colecção de porcelanas de Meissen.
A Norte do Palácio Lustheim fica a Capela Renatus, a qual foi erguida, num pavilhão, em 1686. Esta capela foi recuperada e reaberta ao público em 2005. O pavilhão Sul acolhe os estábulos.

## Parque do Palácio

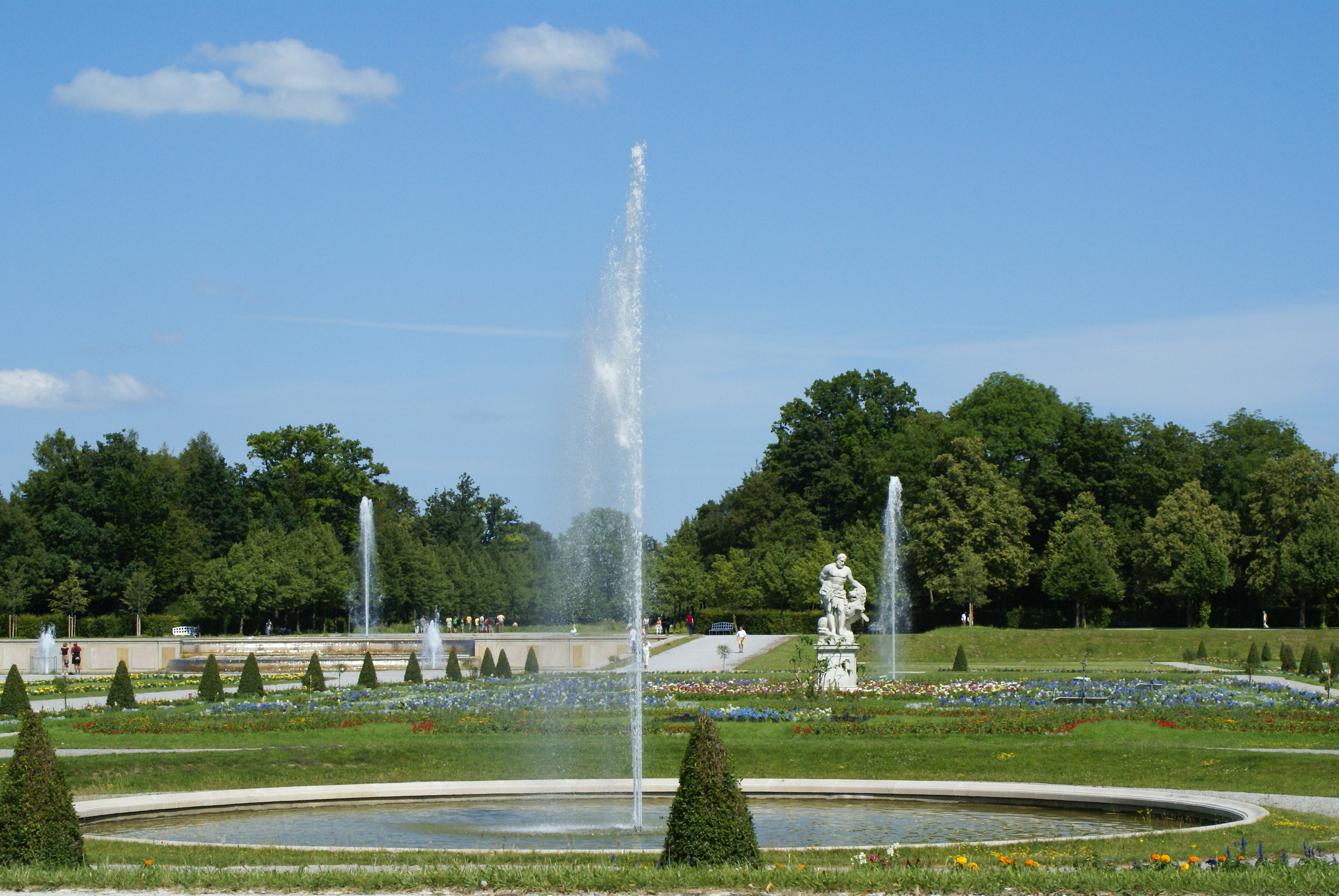
Parque do Castelo de Schleissheim

O parque de Schleissheim, em estilo barroco, deve-se a Dominique Girard, um aluno de André Le Nôtre. Este conserva, até aos dias de hoje, o seu aspecto barroco, não tendo sido transformado em jardim paisagístico (ao estilo inglês) como era corrente no século XIX. Este parque, juntamente com os Jardins de Herrenhausen, é o único parque barroco restante na Alemanha. A concepção base, que inclui canais, é de Zucalli. O espaço que separa o Palácio Novo do Palácio Lustheim é essencialmente ocupado por jardins à francesa, pelo grande canal e pelos bosquetes íntimos.

## Bibliografia

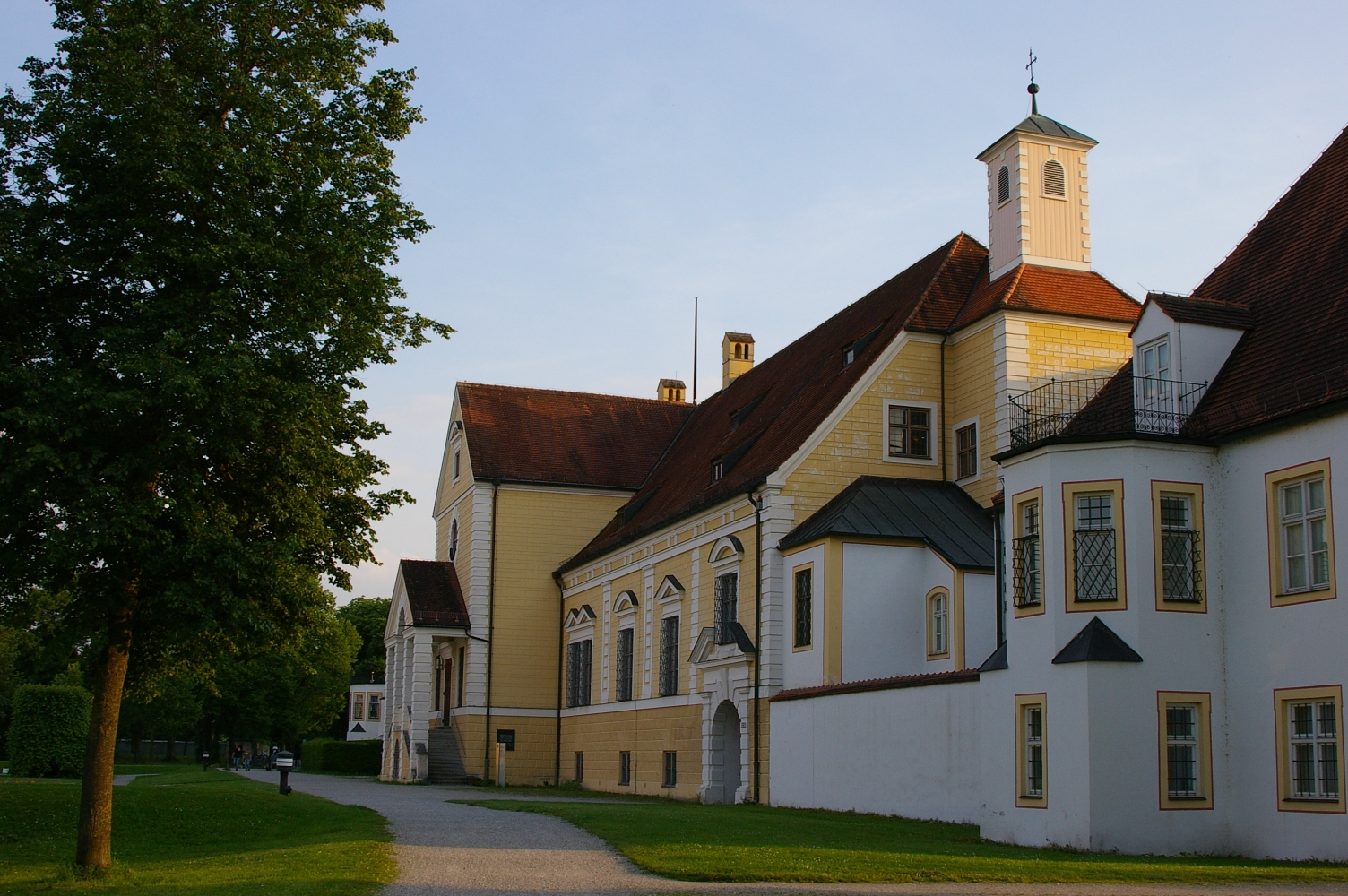
O Palácio Velho.